# Maria Radner
Maria Radner (Düsseldorf, 7 maggio 1981 – Prads-Haute-Bléone, 24 marzo 2015) è stata un contralto tedesco.

## Biografia
Diplomatasi al St.-Ursula-Gymnasium di Düsseldorf, ha studiato canto alla scuola di musica Robert Schumann, sotto la guida di Michaela Krämer. Ha quindi vinto una borsa di studio all'associazione Richard Wagner di Bayreuth.
Acclamata interprete wagneriana, nel 2012 ha fatto il suo debutto al Metropolitan Opera House di New York ne Il crepuscolo degli dei di Wagner; era inoltre nel cast di La donna senz'ombra di Richard Strauss al Teatro alla Scala di Milano, de L'anello del Nibelungo al Grand Théâtre di Ginevra e alla Royal Opera House diretta da Antonio Pappano. Nel 2014 ha interpretato Anna ne Les Troyens di Hector Berlioz alla Scala di Milano.
La Radner è morta il 24 marzo 2015 all'età di 33 anni insieme al figlio, al marito e al collega Oleg Bryjak, baritono kazako, nella tragedia del volo Germanwings 9525 precipitato sulle Alpi dell'Alta Provenza. La cantante stava rientrando da Barcellona dove aveva partecipato alla rappresentazione del Sigfrido al Gran Teatre del Liceu.